# Robert Kajanus

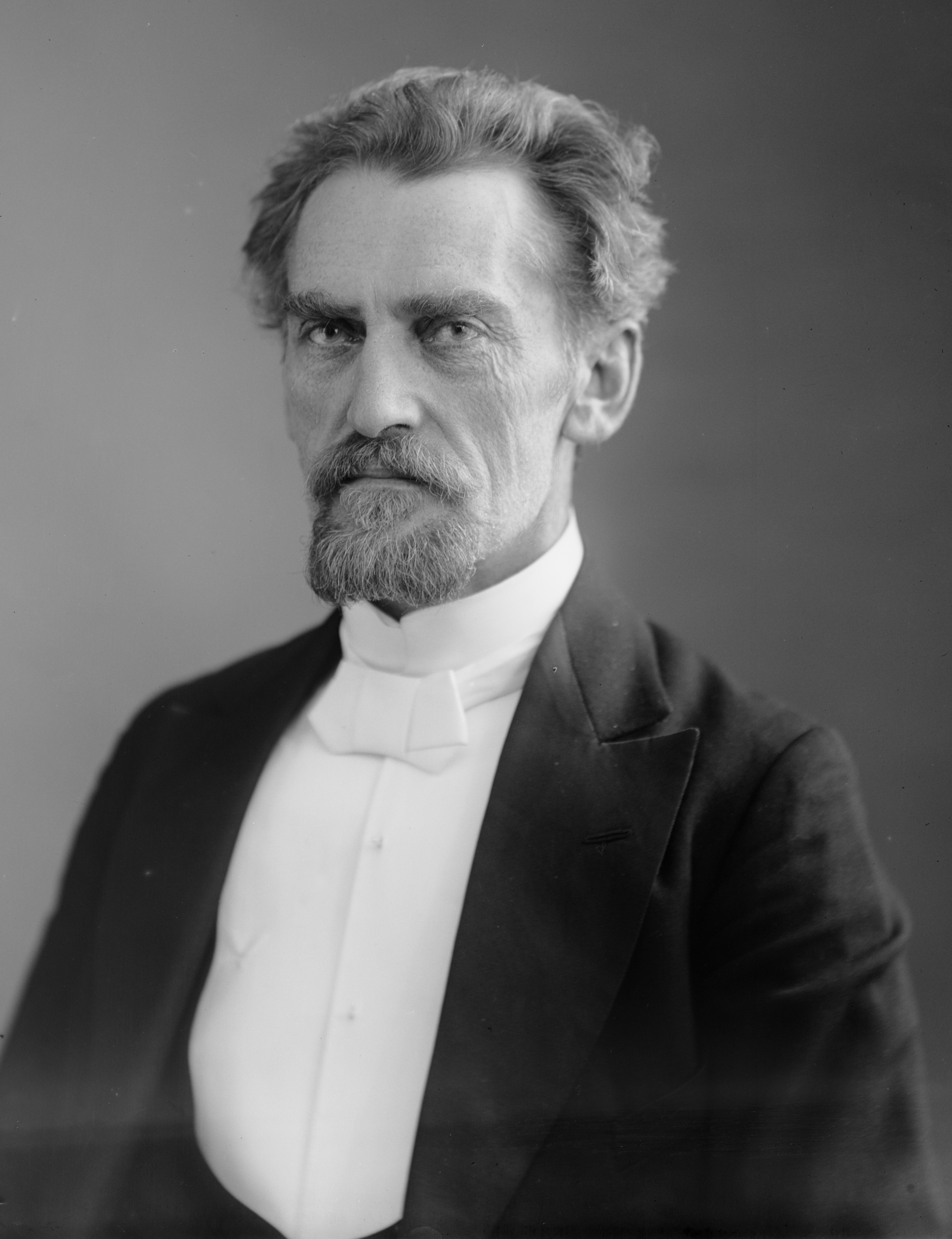
Robert Kajanus (in den 1920er Jahren)

Robert Kajanus (* 2. Dezember 1856 in Helsinki; † 6. Juli 1933 ebenda) war ein finnischer Dirigent und Komponist.
Kajanus studierte Musik in Helsinki bei Richard Faltin, in Leipzig bei Ernst Friedrich Richter, Carl Reinecke und Salomon Jadassohn sowie in Paris bei Johan Svendsen. Im Jahr 1882 gründete er als Dirigent das erste vollständig besetzte Orchester in Finnland, das 1914 im größeren Philharmonischen Orchester Helsinki aufging und das er 50 Jahre lang, bis 1932, leitete. Außerdem wirkte er über 30 Jahre als Universitäts-Musikdirektor in Helsinki.
Neben seiner Tätigkeit als Dirigent trat Kajanus auch als Komponist hervor. Er nahm, ähnlich wie Jean Sibelius, finnische Volkssagen und Märchen als Grundlage und thematisches Material für seine sinfonischen Kompositionen. Im Jahr 1900 besuchte er mit seinem Orchester die Pariser Weltausstellung, nun wurde auch die westliche Musikwelt auf das neue musikalische Schaffen in Finnland aufmerksam. Er hinterließ sinfonische Werke, finnische Rhapsodien, Kantaten, Klaviermusik und Lieder.
Er ist der Urgroßvater von Georg Kajanus, dem ehemaligen Leadsänger der britischen Band Sailor.